# Langenbruch (Hemer)
Langenbruch ist als ein Teil der ehemals selbstständigen Gemeinde Deilinghofen seit dem 1. Januar 1975 ein Ortsteil der Stadt Hemer. Die Siedlung liegt im Süden Deilinghofens, am Rand des Balver Waldes.
In Langenbruch liegen neben einigen Wohnhäusern ein Wasserwerk der Stadtwerke Hemer und ein Fischteich. Langenbruch befindet sich am Ufer des Nieringser Baches, der wenig später in den Sundwiger Bach mündet. Als Hemer-Bach beziehungsweise Oese durchquert dieser Bach danach die Innenstadt von Hemer.